# Stazione di Strassoldo
La stazione di Strassoldo è una stazione ferroviaria di superficie di tipo passante del Friuli-Venezia Giulia che si trova sulla linea Udine-Cervignano. Serve il paese di Strassoldo, frazione di Cervignano del Friuli.

## Storia
La stazione venne inaugurata nel 1988 quando venne aperta la nuova variante a doppio binario della ferrovia Udine-Cervignano aperto il tratto ferroviario che collegava l'impianto di Strassoldo con la stazione di Cervignano.

## Movimento
La stazione non è più servita da treni viaggiatori dall'introduzione dell'orario cadenzato il 15 dicembre 2013.